# Кристиан Пулишич
Кристиан Пулишич (на английски: Christian Pulisic) е американски футболист от хърватски произход, който се състезава за италианския „Милан“ и националния отбор на САЩ.

## Детство
Пулишич е роден и израства в Хърши, Пенсилвания. Родителите му, Кели и Марк Пулишич играят футбол в университета „Джордж Мейсън“. Баща му играе и футбол в зала през 90-те и по-късно ставя треньор на аматьорско и професионално ниво.
Пулишич прекарва година и половина в Англия, когато е на седем, и играе за младежкия отбор на „Бракли Таун“. Когато баща му започва работа като треньор в Детройт, Пулишич играе за „Мичиган Ръш“. След като семейството се връща в Хърши, Кристиан започва да тренира в местната академия.

## Кариера
Пулишич започва кариерата си през 2005 година. Първият му клуб е английският „Бракли Таун“. От 2006 до 2015 той играе в Съединените щати. През 2015 преминава в германския „Борусия Дортмунд“. След силна игра в академиите на клуба през януари 2016 става част от първия отбор.
Прави дебюта си в Бундеслигата на 30 януари при победата с 2:0 над ФК „Инголщат 04“. Първия си гол за „Дортмунд“ вкарва на 17 април при победата с 3:0 над „Хамбургер ШФ“.
На 2 януари 2019 г. той преминава в „Челси“ за цената от 58 милиона британски паунда.